# Kościół św. Kazimierza w Nowym Sączu
Kościół Świętego Kazimierza w Nowym Sączu – rzymskokatolicki kościół parafialny mieszczący się w Nowym Sączu, przy Placu Świętego Kazimierza.

## Historia
Świątynia została wzniesiona w latach 1908–1912 według projektu architekta Teodora Talowskiego. W budowie brali także udział architekci: Michał Morawiecki, Karol Skofleg, Jan Bereś, Zenon Remi. Prace murarskie nadzorował Jan Solecki, kamieniarskie Andrzej Czuba, blacharskie Władysław Zabża. Ludwik Małecki profesor gimnazjum w Nowym Sączu był organizatorem budowy. Kościół został konsekrowany w 1966 przez biskupa tarnowskiego Jerzego Ablewicza.

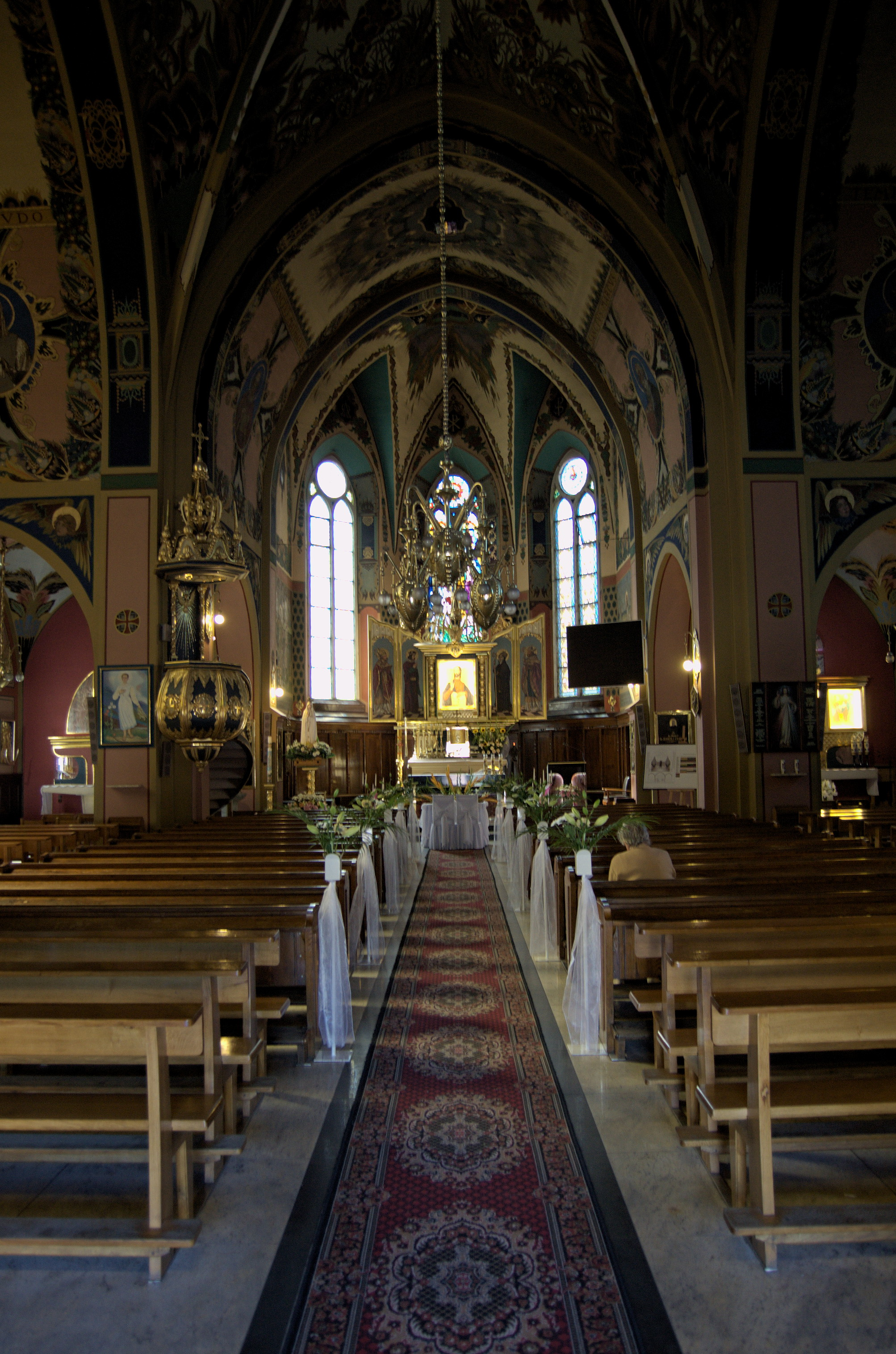
Wnętrze kościoła

## Architektura
Świątynia neogotycka, murowana z cegły, do budowy użyto również kamienia oraz żelbetu. Budowla ozdobiona jest bogatym detalem kamieniarskim. Posiada trzy nawy z transeptem i węższym prezbiterium, zamkniętym trójkątnie, po bokach którego umieszczone są dwie zakrystie. Z przodu mieści się przedsionek. Fasada frontowa posiada duże ostrołukowe okno, zakończona jest trójkątnym szczytem, ujętym po obu stronach przez dwie smukłe wieżyczki ośmiokątne, pokryte ostrosłupowymi hełmami. W przyziemiu jest umieszczony portal o dekoracji mozaikowej z wizerunkiem Jezusa wykonanej w 1931 roku według projektu Jana Bukowskiego przez Alberta Pieczonkę. Po obu stronach portalu są umieszczone przedsionki z półkolistymi arkadami, popdparte narożnymi filarami. Kościół nakryty jest dachami dwuspadowymi, przedsionki - pulpitowymi. Na skrzyżowaniu naw umieszczona jest wieżyczka na sygnaturkę, posiadająca cebulasty hełmem i latarnię. Wnętrze posiada sklepienia żelbetowe w formie zaostrzonej kolebki, w zamknięciu prezbiterium, wyposażone w lunety, w środkowym przęśle mieści się sklepienie krzyżowo-żebrowe popdparte czterema filarami. Okna o ostrych łukach posiadają dekorację maswerkową z witrażami figuralnymi, zaprojektowanymi przez Stefana Matejkę. Zostały one wykonane w 1912 roku w firmie Żeleńskiego w Krakowie. Polichromia wnętrza posiada motywy figuralne i ornamentalne, o charakterze secesyjnym, namalowana w 1925 roku według projektu Jana Bukowskiego przez firmę Orleckiego z Krakowa. W prezbiterium są umieszczone sceny z życia Jezusa, w nawie głównej czworo Ewangelistów a w transepcie alegorie czterech cnót głównych.